# Danh sách cầu thủ tham dự giải bóng đá vô địch các câu lạc bộ sông Mê Kông 2017
Dưới đây là danh sách đăng ký thi đấu của các đội bóng tham dự Giải bóng đá vô địch các câu lạc bộ sông Mê Kông 2017.

## SCG Muangthong United
Huấn luyện viên trưởng:  Totchtawan Sripan
| 0#0 | Vị trí | Cầu thủ                   | Ngày sinh và tuổi           | Câu lạc bộ            |
| --- | ------ | ------------------------- | --------------------------- | --------------------- |
| 1   | TM     | Kawin Thamsatchanan       | 26 tháng 1, 1990 (27 tuổi)  | SCG Muangthong United |
| 28  | TM     | Prasit Padungchok         | 13 tháng 10, 1982 (35 tuổi) | SCG Muangthong United |
| 2   | HV     | Peerapat Notchaiya        | 4 tháng 2, 1993 (24 tuổi)   | SCG Muangthong United |
| 3   | HV     | Theerathon Bunmathan      | 6 tháng 2, 1990 (27 tuổi)   | SCG Muangthong United |
| 4   | HV     | Suporn Peenagatapho       | 12 tháng 7, 1995 (22 tuổi)  | SCG Muangthong United |
| 5   | HV     | Naoaki Aoyama             | 18 tháng 7, 1986 (31 tuổi)  | SCG Muangthong United |
| 19  | HV     | Tristan Do                | 31 tháng 1, 1993 (24 tuổi)  | SCG Muangthong United |
| 25  | HV     | Adisorn Promrak           | 21 tháng 10, 1993 (24 tuổi) | SCG Muangthong United |
| 21  | HV     | Célio Ferreira            | 20 tháng 7, 1987 (30 tuổi)  | SCG Muangthong United |
| 33  | HV     | Pitakpong Kulasuwan       | 11 tháng 2, 1988 (29 tuổi)  | SCG Muangthong United |
| 59  | HV     | Nukoolkit Krutyai         | 23 tháng 9, 1992 (25 tuổi)  | SCG Muangthong United |
| 6   | TV     | Sarach Yooyen             | 30 tháng 5, 1992 (25 tuổi)  | SCG Muangthong United |
| 8   | TV     | Thossawat Limwannasathian | 17 tháng 5, 1993 (24 tuổi)  | SCG Muangthong United |
| 13  | TV     | Ratchapol Nawanno         | 28 tháng 4, 1986 (31 tuổi)  | SCG Muangthong United |
| 15  | TV     | Lee Ho                    | 22 tháng 10, 1984 (33 tuổi) | SCG Muangthong United |
| 16  | TV     | Sanukran Thinjom          | 12 tháng 9, 1993 (24 tuổi)  | SCG Muangthong United |
| 21  | TV     | Prakit Deeprom            | 7 tháng 1, 1988 (29 tuổi)   | SCG Muangthong United |
| 23  | TV     | Charyl Chappuis           | 12 tháng 1, 1992 (25 tuổi)  | SCG Muangthong United |
| 34  | TV     | Wattana Playnum           | 19 tháng 8, 1989 (28 tuổi)  | SCG Muangthong United |
| 7   | TĐ     | Heberty Fernandes         | 29 tháng 8, 1988 (29 tuổi)  | SCG Muangthong United |
| 9   | TĐ     | Adisak Kraisorn           | 1 tháng 2, 1991 (26 tuổi)   | SCG Muangthong United |
| 10  | TĐ     | Teerasil Dangda           | 6 tháng 6, 1988 (29 tuổi)   | SCG Muangthong United |
| 17  | TĐ     | Chenrop Samphaodi         | 2 tháng 6, 1995 (22 tuổi)   | SCG Muangthong United |
| 77  | TĐ     | Leandro Assumpção         | 3 tháng 2, 1986 (31 tuổi)   | SCG Muangthong United |
| 99  | TĐ     | Siroch Chatthong          | 8 tháng 12, 1992 (25 tuổi)  | SCG Muangthong United |

## Sanna Khánh Hòa BVN
Huấn luyện viên trưởng:  Võ Đình Tân
| 0#0 | Vị trí | Cầu thủ               | Ngày sinh và tuổi           | Câu lạc bộ          |
| --- | ------ | --------------------- | --------------------------- | ------------------- |
| 26  | TM     | Nguyễn Tuấn Mạnh      | 31 tháng 7, 1990 (27 tuổi)  | Sanna Khánh Hòa BVN |
| 1   | TM     | Trần Thế Kiệt         | 25 tháng 1, 1993 (24 tuổi)  | Sanna Khánh Hòa BVN |
| 28  | HV     | Nguyễn Cửu Huy Hoàng  | 16 tháng 3, 1990 (27 tuổi)  | Sanna Khánh Hòa BVN |
| 32  | HV     | Trần Văn Vũ           | 15 tháng 4, 1994 (23 tuổi)  | Sanna Khánh Hòa BVN |
| 39  | HV     | Nguyễn Tấn Điền       | 20 tháng 3, 1984 (33 tuổi)  | Sanna Khánh Hòa BVN |
| 77  | HV     | Nguyễn Đình Lợi       | 9 tháng 10, 1992 (25 tuổi)  | Sanna Khánh Hòa BVN |
| 93  | HV     | Chaher Zarour         | 14 tháng 3, 1983 (34 tuổi)  | Sanna Khánh Hòa BVN |
| 6   | TV     | Hoàng Nhật Nam        | 3 tháng 4, 1990 (27 tuổi)   | Sanna Khánh Hòa BVN |
| 8   | TV     | Lê Cao Hoài An        | 6 tháng 10, 1995 (22 tuổi)  | Sanna Khánh Hòa BVN |
| 9   | TV     | Trần Đình Khương      | 10 tháng 1, 1996 (21 tuổi)  | Sanna Khánh Hòa BVN |
| 11  | TV     | Phạm Trùm Tỉnh        | 2 tháng 5, 1995 (22 tuổi)   | Sanna Khánh Hòa BVN |
| 13  | TV     | Nguyễn Hoàng Quốc Chí | 4 tháng 12, 1991 (26 tuổi)  | Sanna Khánh Hòa BVN |
| 16  | TV     | Nguyễn Đình Nhơn      | 19 tháng 10, 1991 (26 tuổi) | Sanna Khánh Hòa BVN |
| 17  | TV     | Nguyễn Đoàn Duy Anh   | 1 tháng 7, 1995 (22 tuổi)   | Sanna Khánh Hòa BVN |
| 19  | TV     | Nguyễn Tấn Tài        | 25 tháng 3, 1991 (26 tuổi)  | Sanna Khánh Hòa BVN |
| 24  | TV     | Lê Duy Thanh          | 21 tháng 3, 1994 (23 tuổi)  | Sanna Khánh Hòa BVN |
| 20  | HV     | Trần Đình Kha         | 6 tháng 10, 1994 (23 tuổi)  | Sanna Khánh Hòa BVN |
| 29  | HV     | Đoàn Công Thành       | 27 tháng 1, 1997 (20 tuổi)  | Sanna Khánh Hòa BVN |
| 36  | HV     | Youssouf Touré        | 14 tháng 3, 1986 (31 tuổi)  | Sanna Khánh Hòa BVN |

## Boeung Ket Angkor
Huấn luyện viên trưởng:  Hao Socheat.
| 0#0 | Vị trí | Cầu thủ          | Ngày sinh và tuổi           | Câu lạc bộ        |
| --- | ------ | ---------------- | --------------------------- | ----------------- |
| 1   | TM     | Sou Yaty         | 17 tháng 12, 1991 (25 tuổi) | Boeung Ket Angkor |
| 36  | TM     | Kim Makara       | 30 tháng 1, 1986 (31 tuổi)  | Boeung Ket Angkor |
| 4   | HV     | Ly Vahed         | 26 tháng 12, 1998 (18 tuổi) | Boeung Ket Angkor |
| 5   | HV     | Sok Sovan        | 5 tháng 4, 1992 (25 tuổi)   | Boeung Ket Angkor |
| 6   | HV     | Touch Pancharong | 5 tháng 3, 1990 (27 tuổi)   | Boeung Ket Angkor |
| 18  | HV     | Sun Sovannarith  | 11 tháng 2, 1985 (32 tuổi)  | Boeung Ket Angkor |
| 25  | HV     | Hong Pheng       | 1 tháng 11, 1989 (28 tuổi)  | Boeung Ket Angkor |
| 26  | HV     | Rous Samoeun     | 20 tháng 12, 1994 (22 tuổi) | Boeung Ket Angkor |
| 44  | HV     | Sath Rosib       | 7 tháng 7, 1997 (20 tuổi)   | Boeung Ket Angkor |
| 7   | TV     | Hikaru Mizuno    | 24 tháng 10, 1991 (26 tuổi) | Boeung Ket Angkor |
| 8   | TV     | Math Yamoin      | 9 tháng 4, 1992 (25 tuổi)   | Boeung Ket Angkor |
| 16  | TV     | Chhun Sothearath | 2 tháng 2, 1990 (27 tuổi)   | Boeung Ket Angkor |
| 17  | TV     | Ly Mizan         | 16 tháng 8, 1993 (24 tuổi)  | Boeung Ket Angkor |
| 30  | TV     | Esoh Omogba      | 10 tháng 8, 1993 (24 tuổi)  | Boeung Ket Angkor |
| 9   | TĐ     | Khoun Laboravy   | 25 tháng 8, 1988 (29 tuổi)  | Boeung Ket Angkor |
| 11  | TĐ     | Chan Vathanaka   | 23 tháng 1, 1994 (23 tuổi)  | Boeung Ket Angkor |
| 27  | TĐ     | Julius Oiboh     | 25 tháng 11, 1990 (27 tuổi) | Boeung Ket Angkor |
| 22  | TĐ     | Silva Calijuri   | 6 tháng 6, 1986 (31 tuổi)   | Boeung Ket Angkor |
| 99  | TĐ     | Samuel Ajayi     | 2 tháng 7, 1987 (30 tuổi)   | Boeung Ket Angkor |

## Lao Toyota
Huấn luyện viên trưởng:  Bounlap Khenkitisack
| 0#0 | Vị trí | Cầu thủ                   | Ngày sinh và tuổi           | Câu lạc bộ |
| --- | ------ | ------------------------- | --------------------------- | ---------- |
| 20  | TM     | Saiymanolinh Paseuth      | 17 tháng 12, 1991 (25 tuổi) | Lao Toyota |
| 30  | TM     | Sengphachan Bounthisanh   | 1 tháng 6, 1987 (30 tuổi)   | Lao Toyota |
| 2   | HV     | Bounphithak Chanthalangsy | 10 tháng 9, 1998 (19 tuổi)  | Lao Toyota |
| 6   | HV     | Renshi Yamaguchi          | 16 tháng 9, 1992 (25 tuổi)  | Lao Toyota |
| 33  | HV     | Eisuke Mori               | 1 tháng 1, 1993 (24 tuổi)   | Lao Toyota |
| 4   | HV     | Piyaphong Pathammavong    | 8 tháng 9, 1998 (19 tuổi)   | Lao Toyota |
| 5   | HV     | Konekham Inthammavong     | 10 tháng 7, 1992 (25 tuổi)  | Lao Toyota |
| 7   | HV     | Saychon Khunsamnam        | 13 tháng 1, 1993 (24 tuổi)  | Lao Toyota |
| 12  | HV     | Tsutomu Hasegawa          | 1 tháng 7, 1986 (31 tuổi)   | Lao Toyota |
| 11  | TV     | Soma Otani                | 15 tháng 6, 1990 (27 tuổi)  | Lao Toyota |
| 13  | TV     | Bounthavy Sipasong        | 4 tháng 6, 1996 (21 tuổi)   | Lao Toyota |
| 19  | TV     | Lathaxay Lounlasy         | 27 tháng 5, 1992 (25 tuổi)  | Lao Toyota |
| 22  | TV     | Phithack Kongmathilath    | 6 tháng 8, 1996 (21 tuổi)   | Lao Toyota |
| 23  | TV     | Phouthone Innalay         | 11 tháng 2, 1992 (25 tuổi)  | Lao Toyota |
| 26  | TV     | Manolom Phomsouvanh       | 26 tháng 9, 1992 (25 tuổi)  | Lao Toyota |
| 32  | TV     | Lektoxa Thongsavath       | 17 tháng 8, 2000 (17 tuổi)  | Lao Toyota |
| 9   | TĐ     | Sengphachan Bounthisanh   | 9 tháng 12, 1992 (25 tuổi)  | Lao Toyota |
| 18  | TĐ     | Kazuo Honma               | 17 tháng 3, 1980 (37 tuổi)  | Lao Toyota |